# Europride
L’Europride est une manifestation paneuropéenne similaire à la marche des fiertés mais qui a pour particularité d’être accueillie par une ville européenne différente chaque année. Les villes hôtes sont généralement des villes organisant depuis plusieurs années des marches des fiertés et/ou ayant une importante communauté LGBT.
Durant quinze jours, de nombreuses manifestations sportives et artistiques sont organisées dans toute la ville hôte. L’Europride se termine par un week-end avec une parade Mardi gras semblable à la Gay Pride, des concerts, des soirées club et une veillée en mémoire des victimes du SIDA.

## Histoire

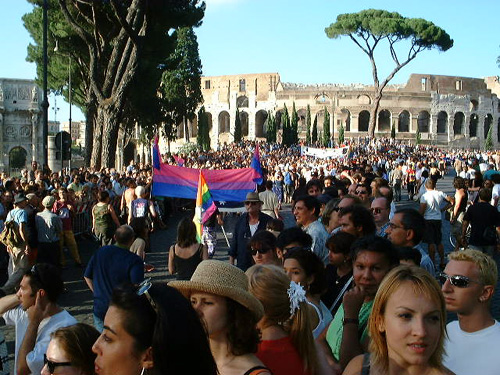
World Pride 2000 à Rome.

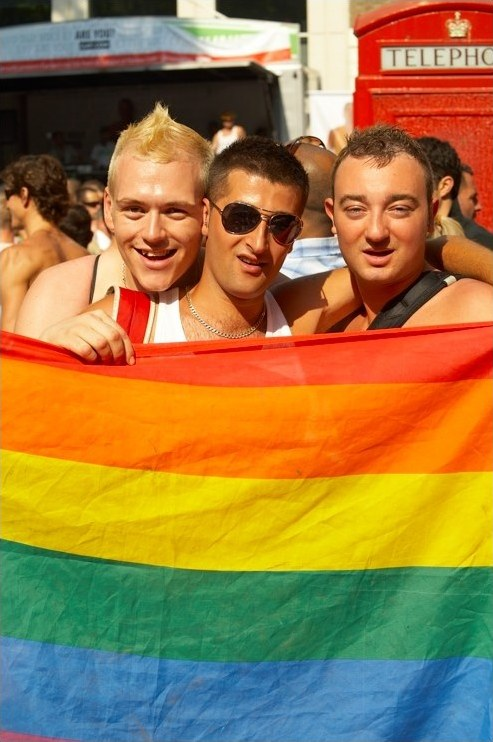
Participants à l'Europride de Londres en 2006.

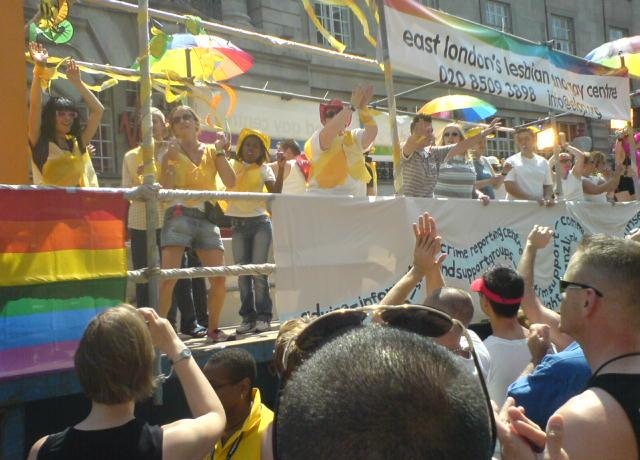
Char de l'East London's Lesbian and Gay Centre, à Londres en 2006.

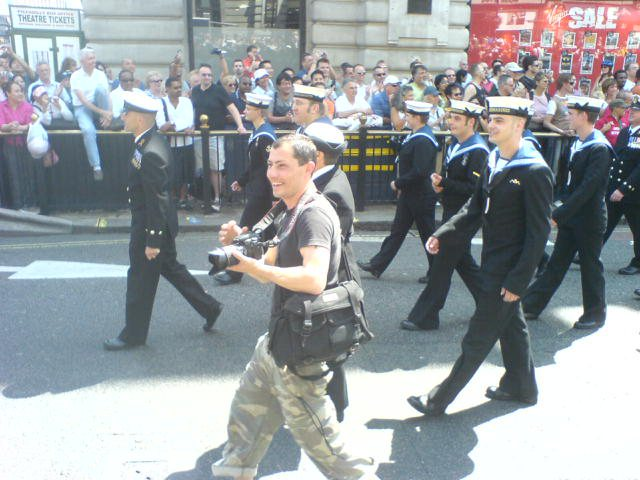
Personnel maritime à Londres en 2006.

L'Europride a été inaugurée à Londres en 1992, suivi par une foule estimées à plus de 100 000 personnes. L'année suivante, Berlin a accueilli les festivités. Lorsqu'Amsterdam accueille l'Europride en 1994, la manifestation tourne au désastre financier, laissant des dettes d'environ 450 000 euros. En 1996, l'Europride prit la direction de Copenhague, où la ville a bénéficié d'un fort soutien des dirigeants de la ville. Les organisateurs ont réussi sur tous les fronts et ont même réussi à dégager des bénéfices[réf. nécessaire].

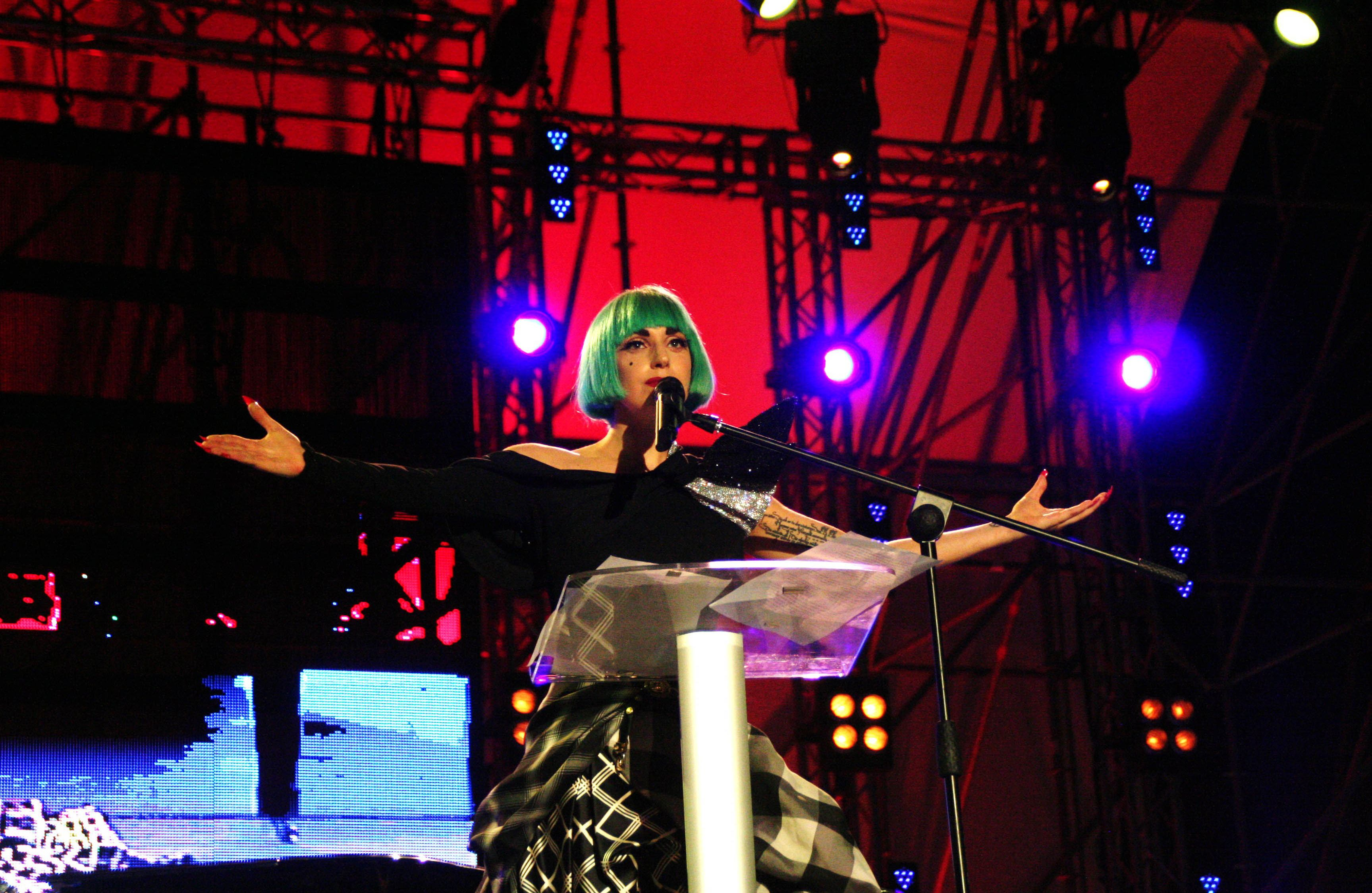
Lady Gaga à l'Europride de Rome en 2011.

Paris a accueilli l'Europride en 1997. Le festival a compté de nombreux partenaires commerciaux et a été largement saluée comme un succès. Pendant la parade, plus de 300 000 personnes ont défilé à la Bastille. Stockholm a été la ville hôte en 1998. Londres était de nouveau prêt à accueillir l'Europride en 1999, mais l'événement a été annulé lorsque les organisateurs ont fait faillite.
En 2000, la WorldPride a remplacé l'Europride. L'événement a eu lieu à Rome et a été bien suivi par les gays et les lesbiennes partout dans le monde. Après avoir initialement soutenu l'événement, les responsables municipaux ont retiré leur soutien, quelques jours avant à cause de la pression exercée par le Vatican, qui était en train d'organiser le Grand Jubilé de l'Église catholique romaine.
Vienne a accueilli l'Europride de 2001, attirant de grandes foules de l'Europe centrale et l'Europe de l'Est. En 2002, à Cologne, en Allemagne, s'est tenu le plus grand Europride, les responsables ont estimé que la foule de participants a dépassé le million de personnes. L'Europride a été accueilli par Manchester en 2003, et à Hambourg en 2004. Oslo a accueilli l'évènement en 2005, avec Ian McKellen en tant qu'invité d'honneur.
Londres a accueilli l'événement en 2006, en organisant un festival de deux semaines aboutissant à un défilé lors de la dernière journée le 1er juillet, dans lequel les manifestants ont été invités à descendre la rue d'Oxford Street, une des rues de la ville la plus commerçante, c'était la première fois qu'ils avaient été légalement autorisés à le faire dans l'histoire du défilé. Le défilé a été suivi par le maire de Londres Ken Livingstone, et le député conservateur Alan Duncan, le militant des droits humains Peter Tatchell, et le premier député trans italien, Vladimir Luxuria.
Après le défilé, les événements ont eu lieu dans trois places importantes de la capitale britannique : un rassemblement à Trafalgar Square en présence du conférencier Ian McKellen, une animation dans Leicester Square et Soho Square. L'Europride 2006 a été marqué pour la première fois du fait est que ce rassemblement et les lieux de divertissement ont été organisés dans la ville elle-même, plutôt que dans des parcs ouverts.
En 2007, Madrid accueillit l'Europride, qui a eu lieu à Chueca, quartier gay de la capitale, pendant la dernière semaine de juin. Madrid a été choisie en raison du mariage homosexuel et les lois d'identité de genre que l'Espagne a passés pendant les deux années précédentes. Plus de 1,2 million de personnes ont assisté à la parade finale alors qu'elles traversaient les rues du centre-ville d'Alcalá et Gran Vía, prenant ainsi fin à la place d'Espagne. Pour la première fois, la mairie de Madrid a contribué au financement de l'organisation Madrid Orgullo. En outre, un événement privé, la Infinitamentegay party, a eu lieu au parc Casa de Campo.
En 2008, la Stockholm Pride a organisé l'Europride 2008, qui s'est tenu du 25 juin au 3 août à Stockholm, une décennie après avoir accueilli l'Europride de 1998.
Zurich a accueilli l'Europrideen 2009 avec une liste de manifestations s'écoulant sur un mois du 2 mai au 7 juin, aboutissant à un défilé dans le centre-ville de Zurich, le 6 juin.
En 2010, la manifestation s'est déroulée à Varsovie en Pologne. Les organisateurs ont préparé des événements multiples entre le 9 et 18 juillet avec le défilé qui a eu lieu l'avant-dernier jour. Cette édition a été marquée comme la première célébration paneuropéenne LGBT qui a eu lieu dans un ancien pays communiste. L'Europride de Varsovie a formulé, comme son thème principal, une demande de légalisation de l'association civile de même sexe.
En 2011, Rome a été la ville hôte de l'Europride et la clôture du défilé est effectuée par le concert de Lady Gaga au Circus Maximus.
L'Europride 2013 a eu lieu à Marseille, à l'occasion de Marseille capitale européenne de la culture. À cette occasion est organisée la première EuroLesboPride.
En juin 2014, c'est à Oslo que se tient l'Europride.
Après des manifestations rassemblant des milliers de personnes en août 2022 contre la tenue de l'événement en Serbie, le président serbe Aleksandar Vučić annonce son report ou son annulation. Les organisateurs de l'événement réagissent en considérant cette décision anticonstitutionnelle et en assurant que l'Europride aura lieu comme prévu. Bien que des milliers de personnes défilent la veille du premier jour prévu pour s'opposer à la tenue de l'événement, plusieurs milliers de militants de la communauté LGBT bravent l'interdiction et défilent le 17 septembre sur quelques centaines de mètres. D'après la Première ministre serbe Ana Brnabić, 64 personnes ont été arrêtées et 10 policiers blessés,.

### WorldPride
L'Association des organisateurs européens de Pride (EPOA) a décidé que l'évènement de la WorldPride qui s'est tenu en Europe, entraîne aussi automatiquement le titre de l'Europride.
La première édition de la World Pride s'est tenue à Rome en 2000, la seconde à Jérusalem en 2006.
Londres, qui accueille également les Jeux olympiques d'été de 2012, a battu l'autre ville candidate de Stockholm à l'automne 2008 pour accueillir la Worldpride en 2012, qui s'est tenue du 23 juin au 8 juillet, juste avant les jeux olympiques.

## Villes hôtes
| Édition | Année | Lieu                    | Organisation                                                                        | Slogan                                         | Date                   | Affluence approximative |
| ------- | ----- | ----------------------- | ----------------------------------------------------------------------------------- | ---------------------------------------------- | ---------------------- | ----------------------- |
| 1re     | 1992  | Londres                 |                                                                                     |                                                | Juin-juillet           | 100 000                 |
| 2e      | 1993  | Berlin                  |                                                                                     |                                                | Juin-juillet           | 30 000                  |
| 3e      | 1994  | Amsterdam               |                                                                                     |                                                | Juin-juillet           | 80 000                  |
| -       | 1995  |                         | Annulée                                                                             |                                                |                        |                         |
| 4e      | 1996  | Copenhague              |                                                                                     |                                                | 21-30 juin             | 25 000                  |
| 5e      | 1997  | Paris                   |                                                                                     |                                                | Juin-juillet           | 300 000 au défilé       |
| 6e      | 1998  | Stockholm               |                                                                                     |                                                | Juin-juillet           |                         |
| -       | 1999  |                         | Annulée - faillite des organisateurs                                                |                                                |                        |                         |
| 7e      | 2000  | Rome                    | Circolo di Cultura Omosessuale Mario Mieli                                          | In Pride We Trust                              | 1er juillet-8 juillet  | 500 000                 |
| 8e      | 2001  | Vienne                  |                                                                                     |                                                | Juin-juillet           |                         |
| 9e      | 2002  | Cologne                 | Kölner Lesben- und Schwulentag e.V. (KLuST)                                         | Cologne célèbre la diversité                   | 15 juin-7 juillet      | 1 200 000               |
| 10e     | 2003  | Manchester              |                                                                                     |                                                | Juin-juillet           |                         |
| 11e     | 2004  | Hambourg                |                                                                                     |                                                | 4-13 juin              | 360 000                 |
| 12e     | 2005  | Oslo                    | Europride Oslo As                                                                   |                                                | 18–27 juin             | 70 à 100 000            |
| 13e     | 2006  | Londres                 |                                                                                     |                                                | Fin juin-début juillet | 600 000                 |
| 14e     | 2007  | Madrid                  | Spanish LGBT Collective Organization                                                | Now Europe, Equality is possible               | 22 juin-2 juillet      | 2 500 000               |
| 15e     | 2008  | Stockholm               | Stockholm Pride Agency                                                              | Swedish Sin Breaking Borders                   | 25 juillet-3 août      | 80 000                  |
| 16e     | 2009  | Zurich                  | EuroPride 09 Organising Association                                                 | Celebrating 40 years with Pride                | 2 mai-7 juin           | 100 000                 |
| 17e     | 2010  | Varsovie                | Equality Foundation (Fundacja Równości)                                             | Freedom, equality, tolerance                   | 7-17 juillet           | 8 à 15 000,             |
| 18e     | 2011  | Rome                    | Circolo di Cultura Omosessuale Mario Mieli                                          | Build Your Pride                               | 2-12 juin              | 1 000 000               |
| 19e     | 2012  | Londres                 | Pride London                                                                        |                                                | 23 juin–7 juillet      | 25 000                  |
| 20e     | 2013  | Marseille               | LGP Marseille                                                                       | L'Europe en marche pour l'égalité              | 10-20 juillet          | 10 à 50 000             |
| 21e     | 2014  | Oslo                    | Oslo Pride AS                                                                       |                                                | 20-29 juin             |                         |
| 22e     | 2015  | Riga                    |                                                                                     | Changing history is hot!                       | 15-21 juin             |                         |
| 23e     | 2016  | Amsterdam               | Amsterdam Gay Pride                                                                 | Join our freedom                               | 23 juillet-7 août      |                         |
| 24e     | 2017  | Madrid                  | AEGAL                                                                               | Viva la vida                                   | 23 juin-2 juillet      |                         |
| 25e     | 2018  | Stockholm et Gothenburg | Stockholm Pride et West Pride (Gothenburg)                                          | Two cities, one summer                         | 27 juillet-19 août     |                         |
| 26e     | 2019  | Vienne                  | HOSI Wien                                                                           | Visions of Pride                               | 1er-16 juin            | 500 000                 |
| -       | 2020  | Thessalonique           | Reportée en raison de la pandémie de Covid-19                                       | Welcome to the future where everyone can join! | /                      | /                       |
| 27e     | 2021  | Copenhague              | Copenhagen Pride et Copenhagen 2021                                                 | You Are Included                               | 12-22 août             |                         |
| 28e     | 2022  | Belgrade                | Marche des fiertés de Belgrade Maintenue malgré l'interdiction par le gouvernement. | It's time                                      | 12-18 septembre        | 10 000                  |
| 29e     | 2023  | La Valette              | Malta Pride                                                                         | Equality from the Heart                        | 7-17 septembre         | Plus de 38 000          |
| 30e     | 2024  | Thessalonique           | Thessaloniki Pride                                                                  | Persevere - Progress - Prosper                 | 21-29 juin             | 27 000                  |
| 31e     | 2025  | Lisbonne                | ILGA Portugal, Variações, rede ex aequo, AMPLOS                                     |                                                | 14-22 juin             |                         |
| 32e     | 2026  | Amsterdam               | Pride Amsterdam Foundation                                                          |                                                | 25 juillet-8 août      |                         |
| 33e     | 2027  | Turin                   | Coordinamento Torino Pride                                                          |                                                | 18-26 juin             |                         |